# توهم خوشه‌بندی

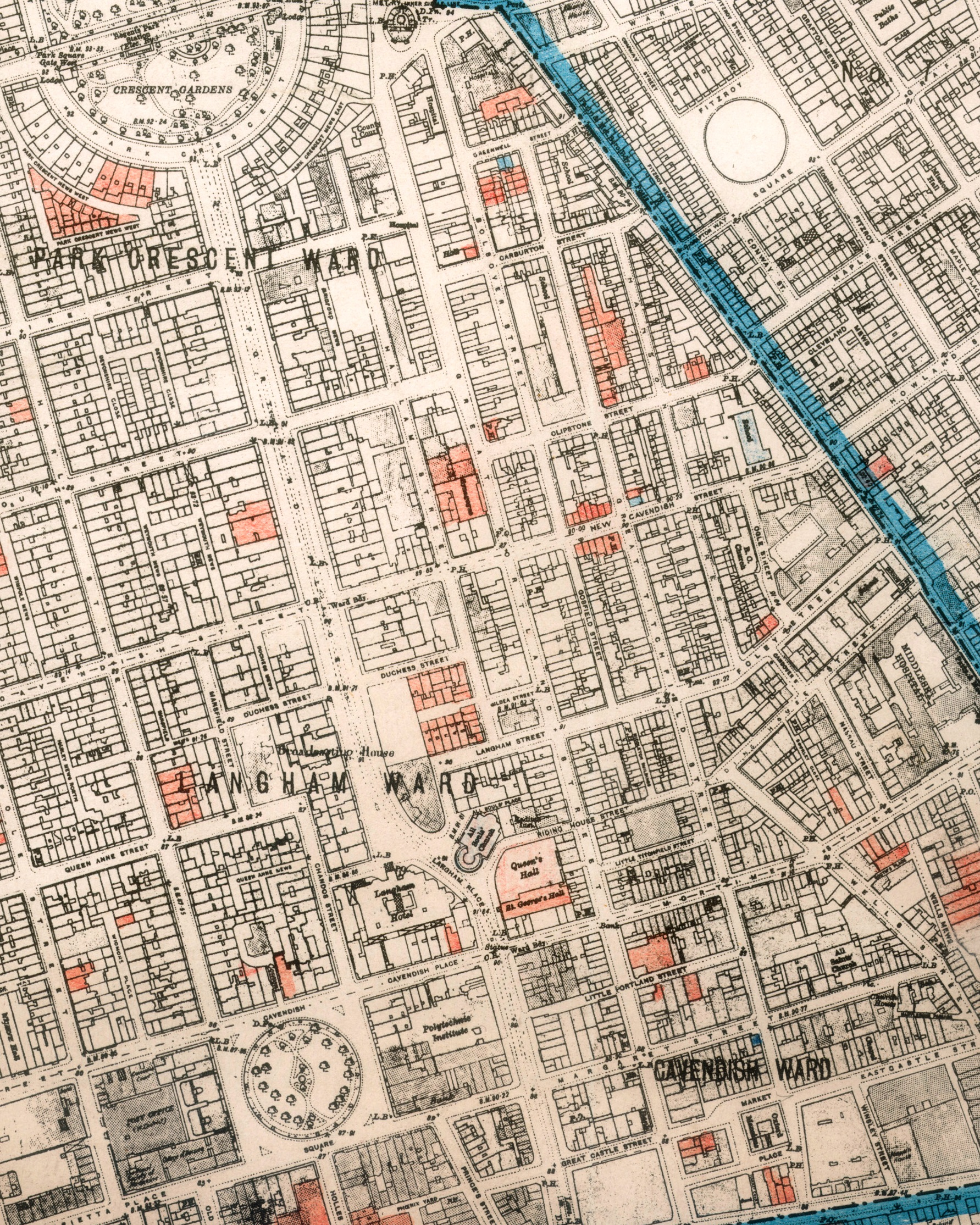
در زمان جنگ دوم جهانی که آلمان با موشکهای و-۱ و و-۲ لندن را از راه دور هدف قرار می‌داد برخی با بررسی نقاط هدف سعی می‌کردند یک منطق پیدا کنند تا بتوانند نقاط هدف بعدی را پیش‌بینی کنند.

توهم خوشه‌بندی تمایل به در نظر گرفتن اشتباه «رگه‌ها» یا «خوشه‌های» اجتناب‌ناپذیر ناشی از نمونه‌های کوچک از توزیع‌های تصادفی اطلاعات است. این توهم ناشی از تمایل انسان به پیش‌بینی ناکافی میزان تغییرات احتمالی در نمونه کوچکی از داده‌های تصادفی یا شبه تصادفی است.
توماس گیلوویچ، اولین کسی بود که در این زمینه نوشت و استدلال کرد که این اثر برای انواع مختلف پراکندگی تصادفی رخ می‌دهد. برخی ممکن است الگوهایی را در نوسانات قیمت بازار سهام در طول زمان را تفسیر کنند. یا بدنبال معانی در مکان‌های تأثیر موشکهای آلمانی در جنگ جهانی دوم بر روی نقشه لندن بگردند. در مورد الگوی برخورد موشکهای آلمانی در لندن، یک تحلیل آماری توسط R. D. Clarke در سال ۱۹۴۶ نشان داد که در واقع برخورد موشک‌های V-2 به لندن دارای توزیع تصادفی بودند.